# Örvényes
Örvényes è un comune dell'Ungheria di 157 abitanti (dati 2001). È situato nella contea di Veszprém.